# Попытка к бегству (фильм)
«Попытка к бегству» (англ. Escape Attempt, пол. Próba ucieczki) — фантастический художественный фильм совместного производства Польши и США, снятый режиссёром Алексом Топаллером. Экранизация одноимённой повести братьев Стругацких с Анджеем Хырой, Анной Бёрнетт, Юаном Кумбсом, Петром Витковским в главных ролях. Его премьера состоялась в октябре 2023 года.

## Сюжет
Действие фильма происходит в далёком будущем. Главные герои оказываются на неизвестной планете, где находят концентрационный лагерь, созданный неизвестной расой.

## В ролях
- Анджей Хыра
- Анна Бёрнетт
- Юан Кумбс
- Петр Витковский

## Производство
В 2020 году стало известно, что сын Виктора Топаллера Алекс Топаллер готовит англоязычную адаптацию повести «Попытка к бегству» в формате среднеметражного кино. По словам Алекса, его отец еще при жизни успел написать черновик сценария будущего фильма: «Несколько лет назад у меня с отцом появилась мечта снять короткий фильм по мотивам нашей любимой повести. Папа даже написал самый первый черновик сценария, и его видел Андрей, сын Бориса Стругацкого».
Съёмки проходили в Польше. На роль Саула изначально рассматривался Алексей Серебряков, но впоследствии был утверждён Анджей Хыра. Режиссер допускает, что 47-минутный фильм станет пилотным эпизодом мини-сериала, если вызовет интерес. В 2023 году появился трейлер фильма. Премьера состоялась в конце года на международном кинофестивале в Ситжесе (Испания).